# Ernest W. McFarland
Ernest W. McFarland (Earlsboro, 1894. október 9. – Phoenix, 1984. június 8.) az Amerikai Egyesült Államok szenátora (Arizona, 1941–1953).